# 12.º distrito congresional de Míchigan
El 12.º distrito congresional es un distrito congresional que elige a un Representante para la Cámara de Representantes de los Estados Unidos por el estado de Míchigan.  Según la Oficina del Censo, en 2011 el distrito tenía una población de 641 812 habitantes. Actualmente el distrito está representado por el Demócrata John Dingell.

## Geografía
El 12.º distrito congresional se encuentra ubicado en las coordenadas 42°12′19″N 83°26′59″O / 42.20528, -83.44972.

## Demografía
Según la Oficina del Censo de los Estados Unidos, en 2011 había 641 812 personas residiendo en el 12.º distrito congresional. De los 641 812 habitantes, el distrito estaba compuesto por 485 306 (75.6%) blancos; de esos, 472 462 (73.6%) eran blancos no latinos o hispanos. Además 128 014 (19.9%) eran afroamericanos o negros, 2 489 (0.4%) eran nativos de Alaska o amerindios, 19 232 (3%) eran asiáticos, 211 (0%) eran nativos de Hawái o isleños del Pacífico, 4 001 (0.6%) eran de otras razas y 15 403 (2.4%) pertenecían a dos o más razas. Del total de la población 11 279 (1.8%) eran hispanos o latinos de cualquier raza; 7 318 (1.1%) eran de ascendencia mexicana, 1 294 (0.2%) puertorriqueña y 302 (0%) cubana. Además del inglés, 698 (1.2%) personas mayor a cinco años de edad hablaban español perfectamente.
El número total de hogares en el distrito era de 268 547, y el 61.2% eran familias en la cual el 26.8 tenían menores de 18 años de edad viviendo con ellos. De todas las familias viviendo en el distrito, solamente el 41.6% eran matrimonios. Del total de hogares en el distrito, el 4.7 eran parejas que no estaban casadas, mientras que el 0.5% eran parejas del mismo sexo. El promedio de personas por hogar era de 2.37. 
En 2011 los ingresos medios por hogar en el distrito congresional eran de US$43 070, y los ingresos medios por familia eran de US$64 914. Los hogares que no formaban una familia tenían unos ingresos de US$107 364. El salario promedio de tiempo completo para los hombres era de US$46 759 frente a los US$39 182 para las mujeres. La renta per cápita para el distrito era de US$23 686. Alrededor del 13.7% de la población estaban por debajo del umbral de pobreza.